# Kondratowa-Hütte
Die Kondratowa-Hütte (pl. Schronisko PTTK na Hali Kondratowej) liegt auf einer Höhe von 1333 m n.p.m. in Polen in der Westtatra im Tal Dolina Kondratowa auf der Alm Hala Kondratowa. Die Hütte ist mit 20 Planbetten die kleinste Schutzhütte in der polnischen Tatra. Das Gebiet gehört zur Gemeinde Zakopane.

## Geschichte
Die Hütte wurde 1919 errichtet, jedoch mehrmals durch Lawinen zerstört oder beschädigt. So musste sie in den Jahren 1933, 1947 und 1953 erneuert werden. Sie wurde nach Władysław Krygowski benannt, einem Krakauer Rechtsanwalt, der sich um die Tatra verdient gemacht hat. Seit 1954 liegt die Hütte im Tatra-Nationalpark. Sie steht im Eigentum des PTTK.

## Übergänge

Lage der Berghütten im Tatra-Nationalpark

- ▬ Zum Berghotel Kalatówki über einen blau markierten Wanderweg
- ▬ ▬ ▬ ▬ Zur Ornak-Hütte über einen blau, gelb, rot und grün markierten Wanderweg
- Über den Zakopaner Stadtteil Kuźnice bzw. den Gipfel Kasprowy Wierch ist auch die Murowaniec-Hütte an der Grenze zur Hohen Tatra erreichbar.

## Touren

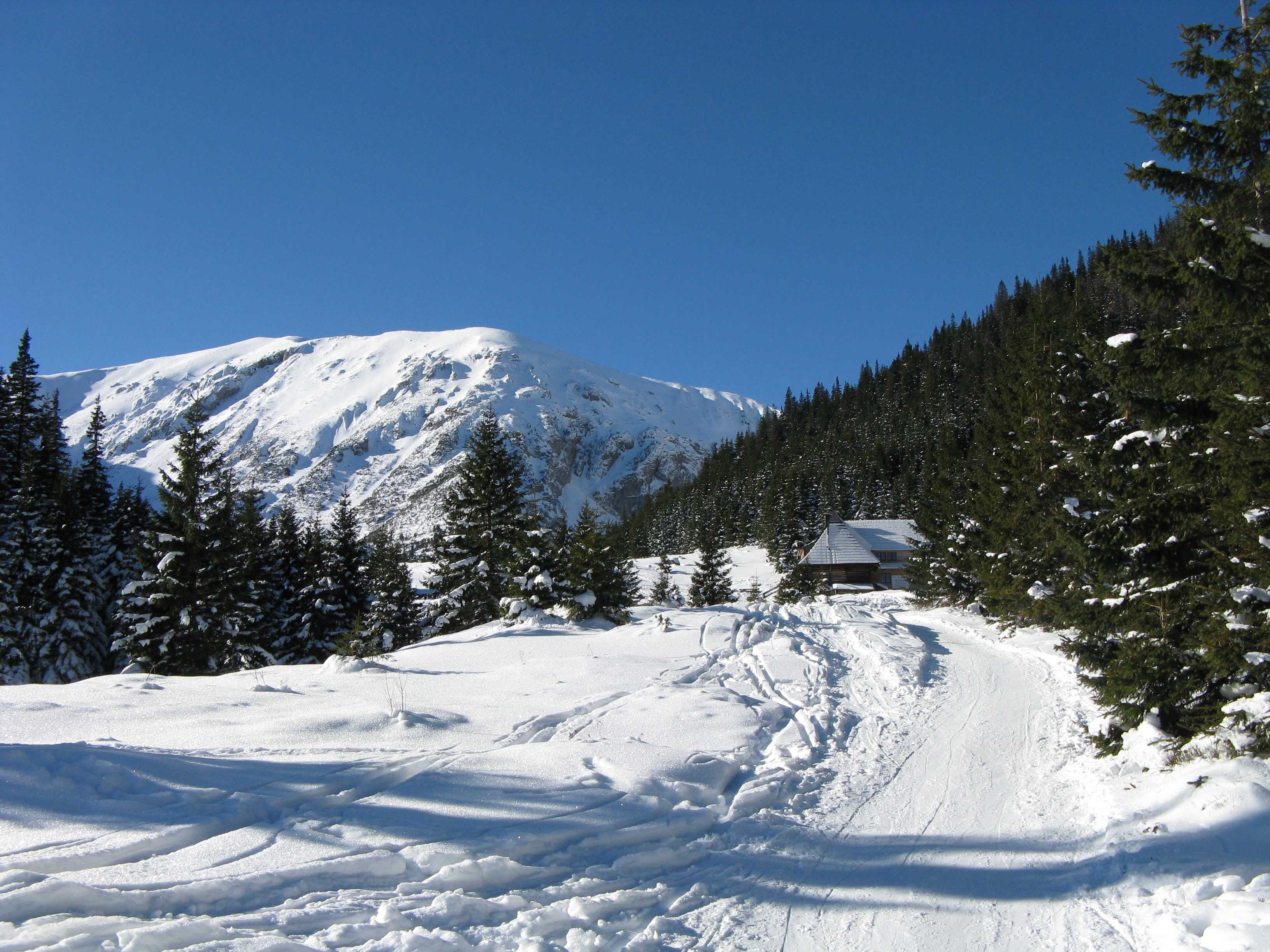
Zugang im Winter

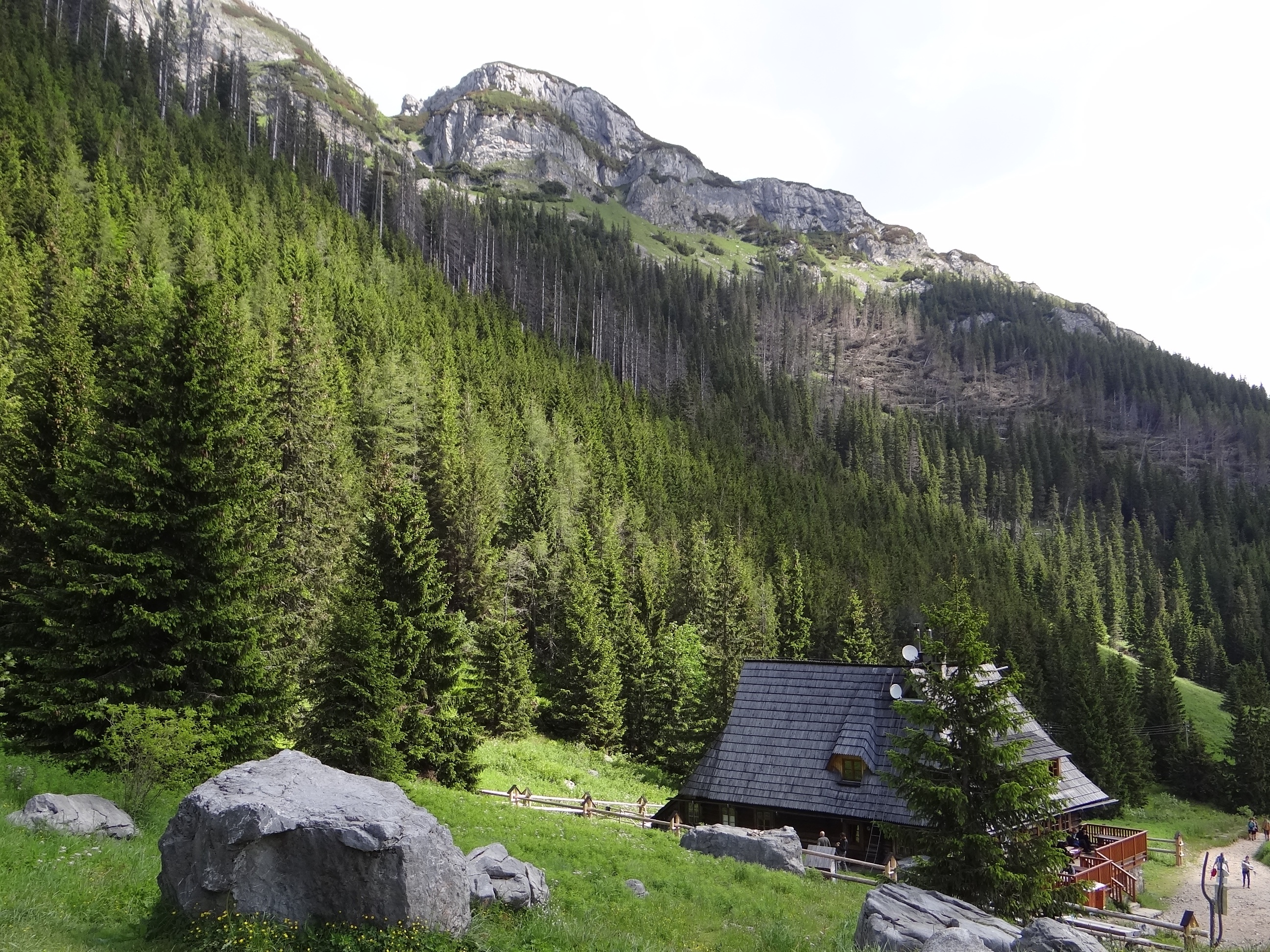
Zugang im Sommer

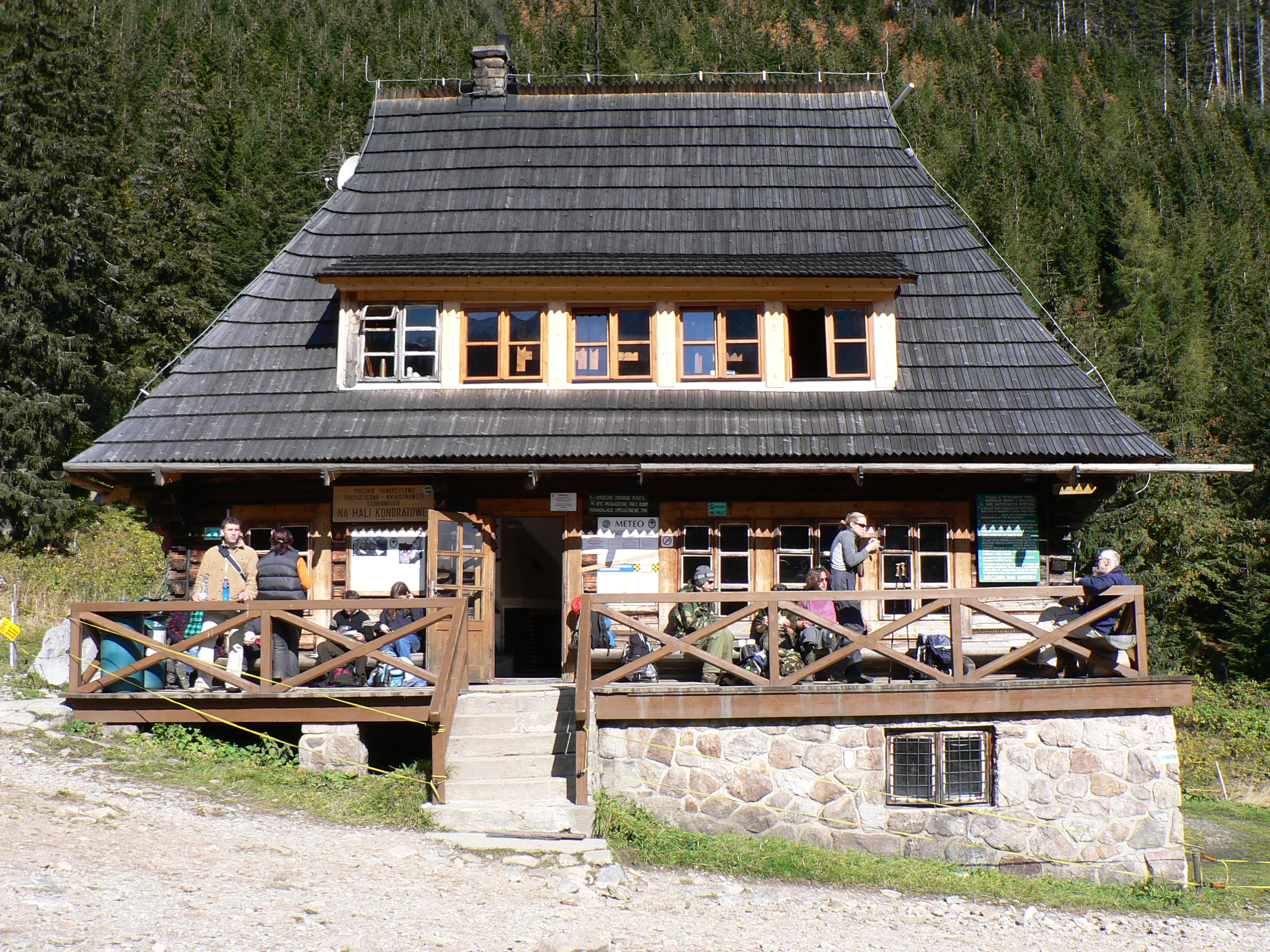
Frontansicht

### Gipfelbesteigungen
Gipfel in der näheren Umgebung der Hütte sind:
- Kopa Kondracka (2005 m)
- Kasprowy Wierch (1987 m)
- Gorczykowa Czuba (1913 m)
- Wielki Giewont (1894 m)
- Suchy Wierch Kondracki (1890 m)
- Pośredni Gorczykowy Wierch (1893 m)
- Długi Giewont (1867 m)
- Machajowa Czuba (1860 m)
- Juhaska Kopa (1800 m)
- Kobylarzowa Kopka (1843 m)
- Kondracka Kopka (1770 m)
- Mały Giewont (1735 m)
- Sucha Czuba (1696 m)
- Jaworzyńska Czuba (1625 m)
- Kalacka Kopa (1592 m)
- Smreczyński Żar (1560 m)
- Sucha Czubka (1550 m)
- Suchy Wierch (1539 m)
- Kalacka Turnia (1385 m)
- Myślenickie Turnie (1354 m)
- Biała Czubka (1333 m)
- Samkowy Zwornik (1317 m)

### Bergpässe
- Kondracka Przełęcz (1725 m)